# Bo Peep Bo Peep
「Bo Peep Bo Peep」（ボピ ボピ）は、T-ARAの日本でのデビューシングル。2011年9月28日にEMIミュージックジャパンより発売された。

## 概要
本作は、T-ARAとしての日本正式デビューを果たしたシングルである。初回盤A・B、通常盤の3種形態で販売された。
日本語版ミュージックビデオには、ウンジョンと『私たち結婚しました』にて500日もの仮想結婚した俳優のイ・ジャンウが出演している。
原曲は2009年11月27日発売、T-ARAのアルバム《Absolute First Album》より収録されているの朝鮮語バージョンである。

## 収録曲
CD
1. Bo Peep Bo Peep
作詞：zopp　作曲・編曲：S.tiger/Choi Kyu Sung
2. LOVE ME !〜あなたのせいで狂いそう
作詞：小野宮市乃　Rap詞：zopp　作曲・編曲：Cho Young Soo/Kim Tae Hyun
3. Bo Peep Bo Peep (Instrumental)
4. LOVE ME ! 〜あなたのせいで狂いそう (Instrumental)

DVD
- Bo Peep Bo Peep (Japanese ver.) Music Video

※初回盤Aのみ。

## 仕様
- 【初回盤A】CD+DVD
- 【初回盤B】CD+フォトブック24P
- 【通常盤】CD